# Моноски
Моноски е вид ски, при който двата крака са закрепени върху една широка ски-дъска, насочена напред. Използва се както за каране по писта, така и за фрийстайл и извънпистово (freeride) каране. Моноските предлагат усещане, различаващо се от това при класическите ски и сноуборда, и са популярни сред любителите на алтернативни зимни спортове.
Оборудването включва същите ски обувки, автомати и щеки, които се използват при алпийските ски, но по-широката дъска осигурява по-добра плаваемост в дълбок сняг. За разлика от сноуборда, при който краката са странично разположени спрямо посоката на движение, при моноската и двата крака са насочени напред.
Моноските са подобни на skwal и teleboard. При тях обаче краката са разположени в тандемна конфигурация (един пред друг), което ги отличава както от моноската, така и от сноуборда. 

## Произход и ранно развитие (1960–1970)
Първите идеи за устройство, наподобяващо моноски, се осъществяват от Денис Филипс в края на 1950-те годинив Хаяк, щата Вашингтон. Те включват платформи, прикрепени към единична ски, позволяващи използването на стандартни ски автомати тип „мечешки капани“. Джак Маршанд през 1961 г. представя първата патентована единична ска с успоредни автомати. Маршанд популяризира изобретението си в САЩ, демонстрирайки го в снега на Сентръл Парк, Ню Йорк. Той отстъпва патента си на Hexcel Corporation, с надеждата за индустриално развитие.
Почти едно десетилетие по-късно, през 1969 г., професионалният сърфист Майк Дойл (Mike Doyle) възражда идеята с амбицията да "сърфира в снега". Използвайки материали от сърф индустрията (фибростъкло и смола), Дойл създава нов вид ски с алпийски автомати. След серия от технически подобрения, той успява да постигне стабилност и контрол върху дъската и дори шокира патрули в Джаксън Хоул със своите способности – съперничещи на класическите скиори.

## Възход и популяризация (1970–1980)
През 1973 г. Дойл и Бил Бане създават компанията Bahne-Doyle Single-Ski и регистрират патент. Същата година, филмът Mountain High на Дик Бари¬мор представя моноската на широката публика, а сцените със спускания по девствени склонове и перфектни осморки добиват култов статус. Независимо от производствени затруднения и разриви в партньорството, моноската започва да печели симпатизанти, особено в Калифорния, Аляска и по-късно във Франция.
През 1978 г. първите моноски "Bahne" са внесени във Франция от Мариксю Даригран и тествани в Шамони от пионери като Филип Лекадре и Пиер Понсe. В същото време, компанията Duret започва индустриално производство с модела „Pierre Poncet“, който става първият сериен модел във Франция. В следващите години се появяват и други производители – Rossignol, TUA, BeBop, Monoski&Co – допринасяйки към технологичното и стилистично разнообразие на уреда.

## Златната епоха (1980 –1990)
В историята на зимните спортове 1980-те години остават като златна епоха на моноските. Десетилетие, в което една необичайна дъска, родена на границата между ски и сърф, вдъхновява цяла генерация да преосмисли отношението си към снега, стила и свободата.
Всичко започва през пролетта на 1978 г., когато Мариксю Даригран, в партньорство с Ив Бесас, пренася първите два американски „Bahne“ моноски във Франция — поднесени ѝ лично от сърф и ски легендата Майк Дойл. Така се слага началото на едно културно и спортно движение във френските Алпи. Пионери като Филип Лекадър, Ален Ревел и Пиер Понсé не само усвояват моноската, но и стават духовните водачи на движението „La Glisse“ – символ на усещане, лекота и естетика на движението по снежния склон.
Следват години на бърз технологичен и артистичен напредък. Създават се множество модели — от елегантния и иновативен BeBop, до революционния PinTail, които правят моноските масово достъпни. Производители като DURET и Rossignol подхващат индустриален подем, а талантливи дизайнери като Гилай Секели вдъхват на всяка нова дъска дух и индивидуалност.
Състезанията започват да се множат, а филмовата трилогия „Apocalypse Snow“ (1983–1986) изстрелва спорта в нова културната орбита. Бързата популярност на първата част от трилогията се дължи и на оригиналната игра на думи с филмовата класика от 1979г. на Франсис Форд Копола „Apocalypse now“. 
Сред ярките светлини, неоновите цветове и ритъма на 80-те, моноските се превръщат в символ и контракултурна идентичност. Върховният израз на това движение идва през 1985 г., след трагичната гибел на талантливия Жоел Жери, неговата сестра Ан Гери и приятелите му създават Joël Gery Memorial – събитие, което обединява най-добрите моноскиори от цял свят в състезания и празненства. То се превръща в ритуал на почит и в същото време — в триумф на споделената страст към снега и моноските.
В разгара на десетилетието производството достига невиждани мащаби – над 120 000 продадени моноски.  Франция се превръща в неоспорим епицентър. 
В края на десетилетието, след вълната на успех се прокрадват и първите признаци на упадък. Усвояването на моноската изисква стил, финес и техника, които малцина са склонни да овладеят. С нарастващото влияние на сноуборда и трудните зимни условия в края на десетилетието, интересът започва да угасва.
През 1989 г. последните официални състезания са прекратени, а моделът BeBop окончателно слиза от сцената. 
Моноските през 80-те не са просто спорт, те са форма на себеизразяване, кръстопът на техника и изкуство, свобода, въплътена в една дъска.

## От залеза до възраждането на една легенда (1990 - 2000)
След своя златен век през 80-те, моноските навлизат в бурята на 90-те години —засенчени от надигащата се вълна на сноуборда — модата, която завладя САЩ и света. Един след друг, големите производители изоставят моноските - Look, Blizzard, Tua, Dynastar, Еlan, Atomic, Head и др.
Въпреки това, последните стожери Rossignol, с модела Extrême (1995), и Duret, с моделите Free и Best Off  се опитват да протеводйстват на новата комерсиалната мода. През 90-те моноските изглеждат като спомен за минало величие, жив само в сърцата на няколко упорити ентусиасти.
Между 1996 и 2000 г., в сянката на масовата култура, малки работилници и ентусиазирани занаятчии започват възраждането на култовия зимен спорт. SNOWSHARK, WHITEKNUCKLE, TRANSONIC, и LUNARBOARD раждат нови форми, нови материали, нови мечти. Създаден е първият параболичен PinTail. Появяват се модели от титан, карбон и кевлар. Участието на легендата Майк Дойл в Meije Derby и даряването на оригиналната моноска в музея във Вейл затвърждават историческата тежест на движението.

## Съвременната епоха
Началото на XXI век отбеляза истинското възраждане. Duret, реорганизира производството и пусна на пазара нови модели. В сътрудничество с Aluflex и визионери като Jean-Philippe Casanovas и Daniel Serre се създадоха революционни дъски проектирани с параболичен профил и съвременна конструкция. 
След 2010 -те създаването на моносплитбордове за ски-туринг и фрийрайд разшири обхвата на дисциплината, правейки я по-достъпна и авантюристична от всякога.
През 2018г. движението понася нов удар след като легендарните Duret преустановяват работа. 
Благодарение на визионери като Faction, Coda, Hattori Hanzo, Spirit Monoskis, Snowgunz, Snowfoil, Opera Skis, Aluflex, Nidecker, Donek, World Monoboard, Whiteknuckle през второто десетилетните на новия век съвременните моноски не представляват само носталгия, но възродена мечта, вдъхновена от нови технологии, и белязана от духа на модерната епоха. 